# Giuseppe Papadopulo
Giuseppe Papadopulo est un footballeur puis entraîneur italien, né le 2 février 1948 à Casale Marittimo, dans la province de Pise, en Toscane. Il évolue au poste de défenseur.